# Borzas turbolya
A borzas turbolya (Anthriscus caucalis) az zellerfélék (Apiaceae) családjába tartozó turbolya (Anthriscus) nemzetség Magyarországon is őshonos egynyári faja.

## Előfordulás
Szórványosan fordul elő a Dunántúlon, az Alföldön, valamint a Dunántúli- és az Északi-középhegységben utak mentén, árokpartokon, gyomtársulásokban.

## Jellemzők
A termés serteszőrös, a termés csőre 2 mm hosszú. A levelek végső cimpái tompásak. A virágzat kevés (2-6) sugarú ernyő. Májusban és júniusban virágzik.